# Igreja de Nossa Senhora das Dores (Criação Velha)

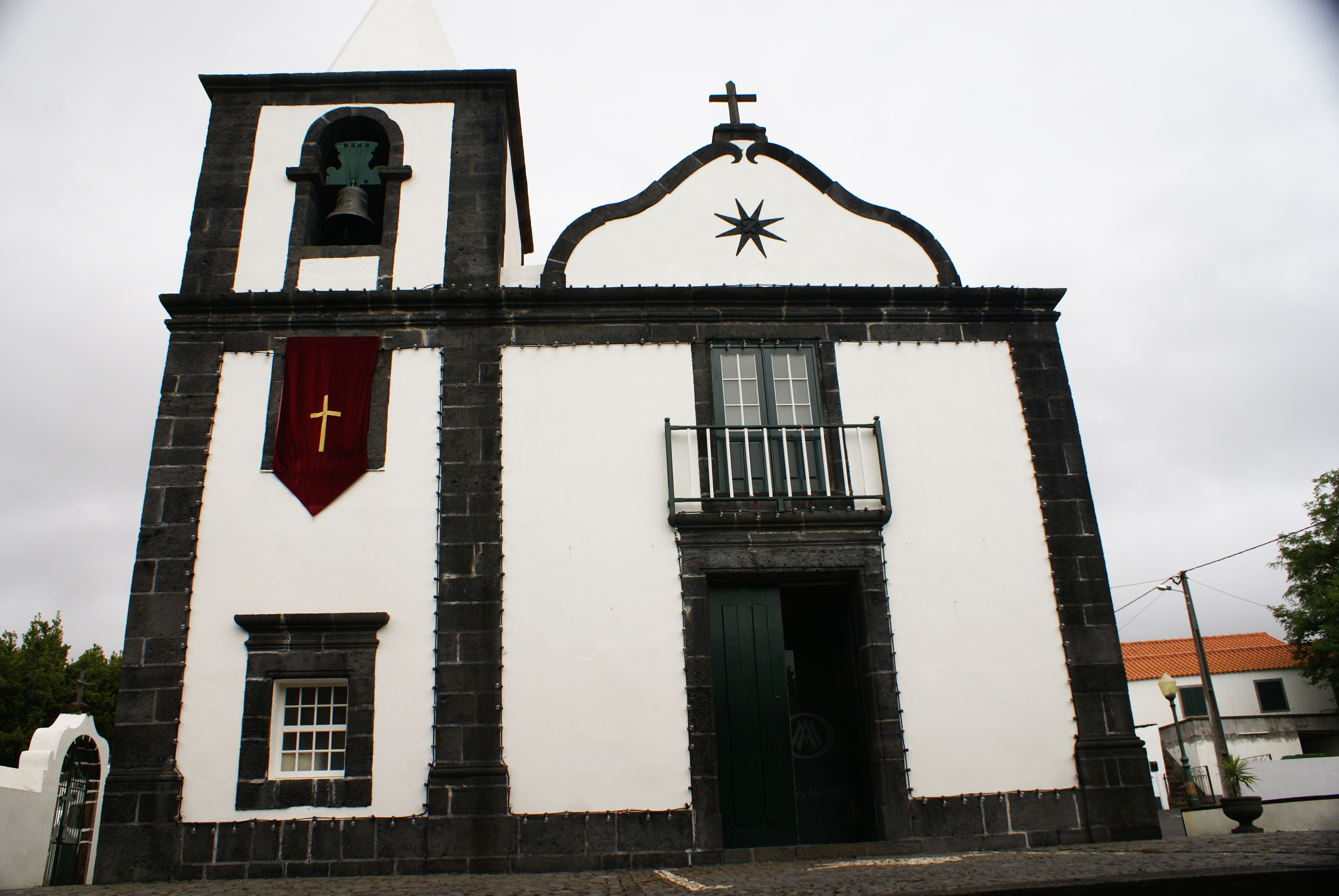
Igreja de Nossa Senhora das Dores, Madalena do Pico.

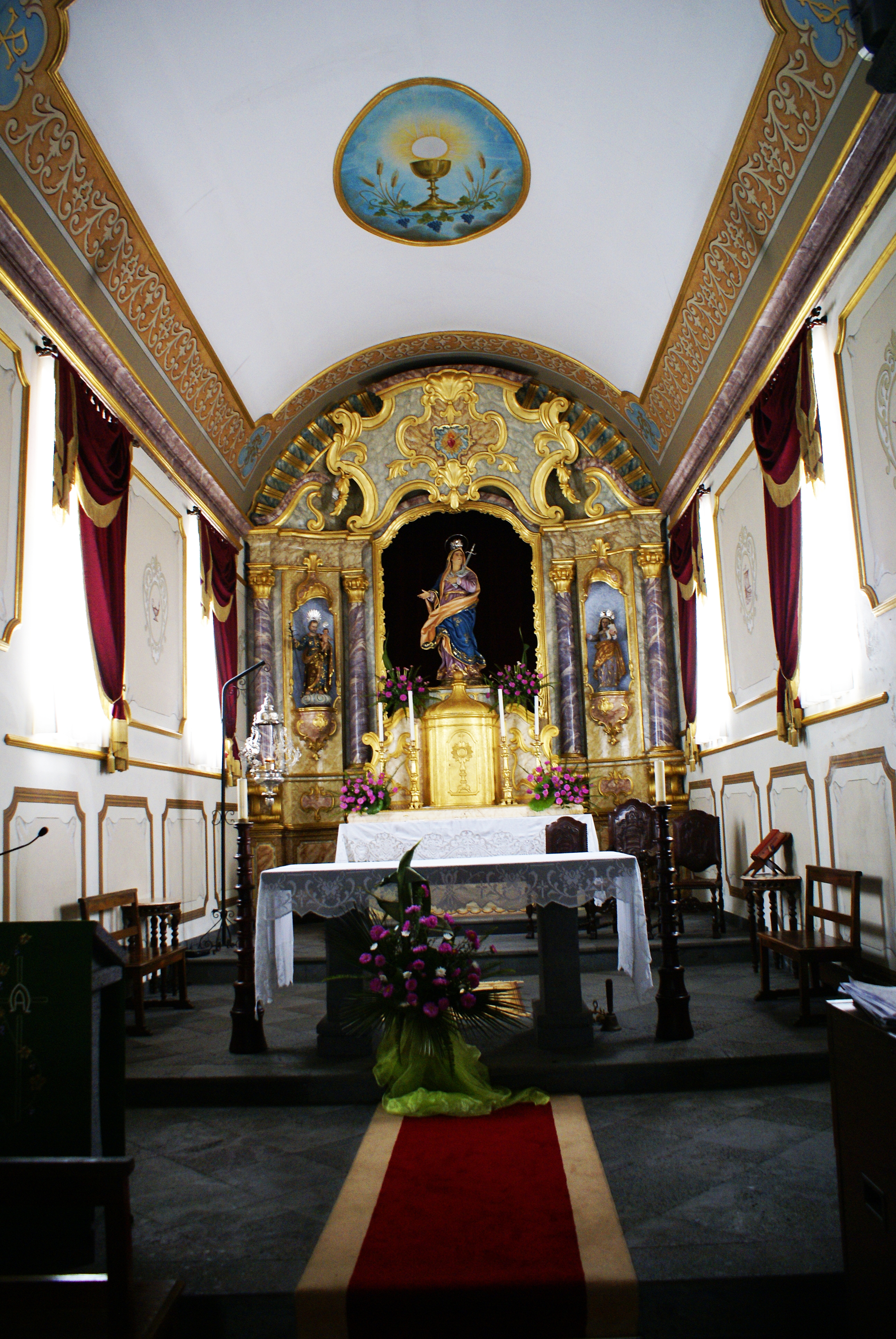
Igreja de Nossa Senhora das Dores: alta-mor.

A Igreja de Nossa Senhora das Dores localiza-se na freguesia de Criação Velha, concelho de Madalena, na ilha do Pico, nos Açores.
Situa-se numa espécie de plano inclinado sobre a Estrada Nacional que circunda o Pico, no cimo de uma extensa alameda com árvores copadas, de onde se descortina uma vista panorâmica sobre a ilha.

## História
A sua construção data de 1728, sendo sufragânea da Igreja Paroquial da Madalena até pouco depois de 1871.
A festa da padroeira celebra-se anualmente no dia 15 de setembro ou no domingo seguinte. É uma grande e animada festa que costuma ser objecto de grande afluxo de visitantes, não apenas de toda a ilha do Pico, mas também da ilha do Faial.
Esta igreja fica a pouca distância do porto da Areia Larga, muito frequentado pelos barcos que fazem ligação entre as ilhas.

## Características
É um templo de construção muito equilibrada. O seu interior apresenta 30 metros de comprimento por 6,30 metros de largura.
No altar-mor venera-se uma imagem de Nossa Senhora das Dores, orago da freguesia. No interior do templo destaca-se ainda uma grande imagem do Senhor Bom Jesus.